# 楯齒魟屬

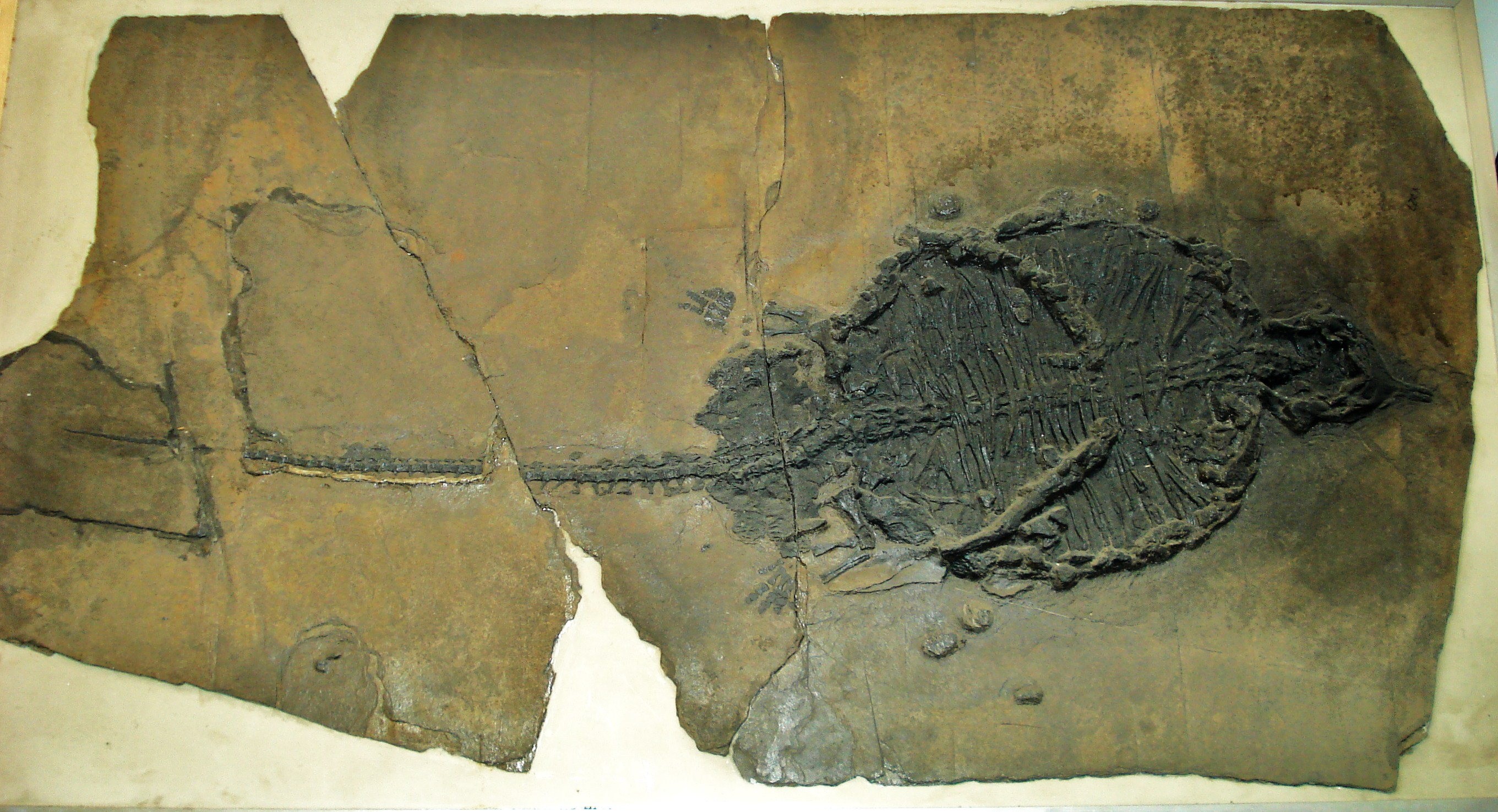
P. alpinum的化石

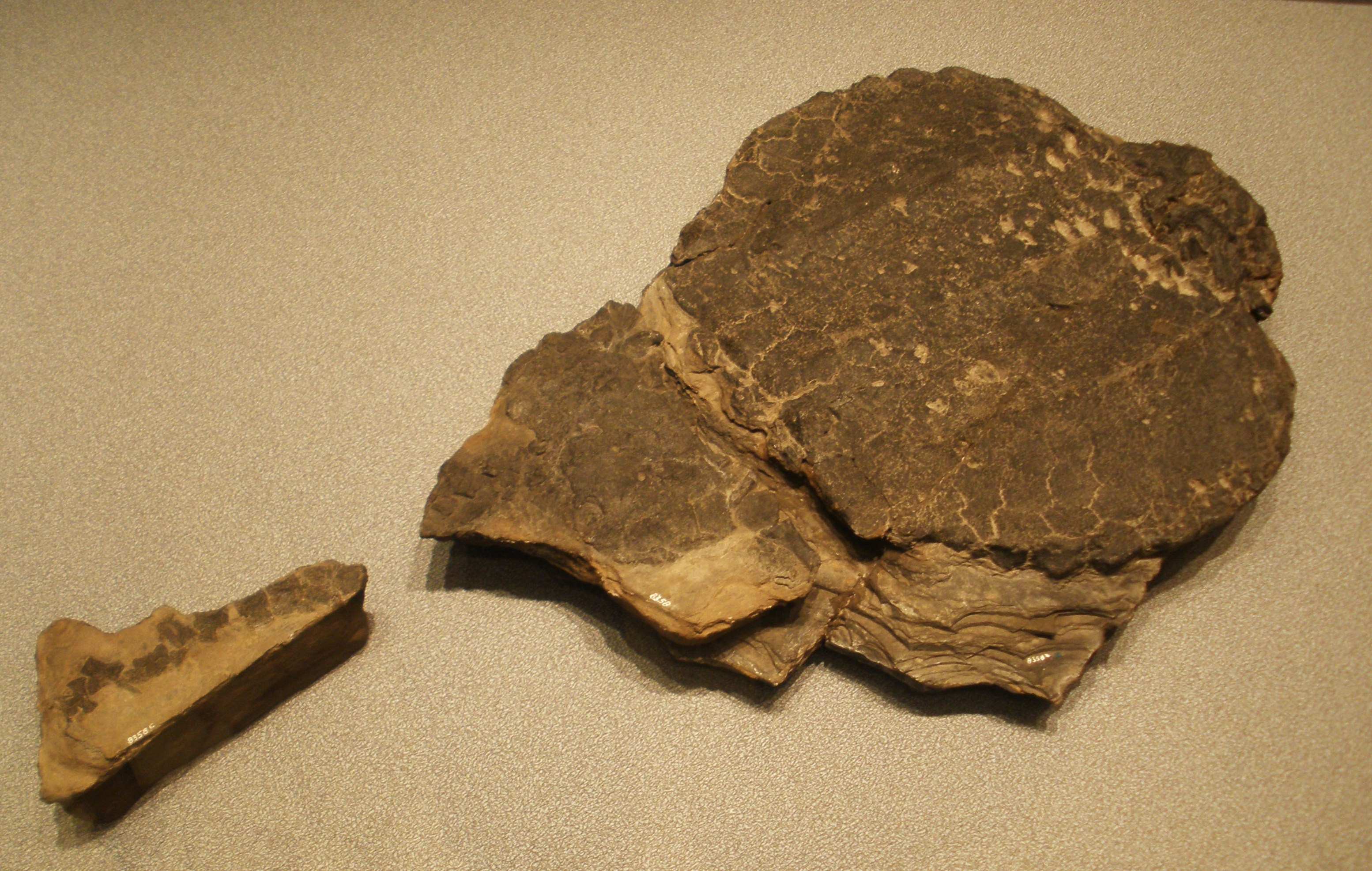
砾甲龙（P. alpinum）的甲殼

砾甲龙屬（屬名Psephoderma）是種楯齒龍類，外表非常類似牠們的近親盾龜龍與豆齒龍。砾甲龙擁有平坦的甲殼，圓形的牙齒專門用來壓碎貝殼類動物。不像大部分的楯齒龍類，砾甲龙的甲殼分成兩個部份，一個覆蓋者肩膀與背部，另一個包覆者身體後半部。砾甲龙身長可達180公分，牠們生存於三疊紀諾利階，約2億1000萬年前。砾甲龙是最後生存的楯齒龍類之一。

## 外部連結
- https://web.archive.org/web/20070929093207/http://www.paleofile.com/Demo/Mainpage/Taxalist/Placodontia.htm
- http://users.unimi.it/vertpal/galleriafossili/best-rettili/PSEPHODERMAMORFFUNZ.htm （页面存档备份，存于）